# Anastasia mio fratello
Anastasia mio fratello es una película italiana de 1973 dirigida por Steno. El título largo de la película es Anastasia mio fratello ovvero il presunto capo dell Anonima Assassini .  

## Trama
Don Salvatore Anastasia, un sacerdote de Tropea, ciudad de Calabria, obtiene en la lotería un billete de avión para visitar a su hermano en Nueva York, hermano que emigró clandestinamente a los Estados Unidos hace muchos años y al que nunca ha visto. A su llegada al país es recibido con mucho boato por su hermano y la comunidad italoestadounidense de Little Italy. Entusiasmado por la bienvenida, el sacerdote decide quedarse en América como párroco de la iglesia de Santa Lucía y restaurar su esplendor.
En la sociedad americana su apellido, Anastasia, inspira respeto y, sobre todo, le abre puertas hasta entonces bloqueadas: el hermano, de hecho, es un importante empresario vinculado a la mafia Albert Anastasia. Tras conocerse que hubo una carrera de caballos clandestina, se abre una investigación federal y Albert, hermano de Don Salvatore, es encerrado en el centro penitenciario de Sing Sing y condenado a 10 meses por evasión fiscal.
Aquí comienza el colapso de Don Salvatore, que solo se recuperará de él cuando su hermano salga de la cárcel, pero la recuperación será de corta duración porque Albert morirá poco después, asesinado en una barbería. Don Salvatore, atolondrado por el dolor, solo es capaz de embarcar tristemente y regresar a Italia.

## Reparto
- Alberto Sordi - Don Salvatore Anastasia
- Richard Conte - Albert Anastasia
- Luciano Pigozzi - Pasquale
- Edoardo Faieta - Sonny Boy
- Feodor Chaliapin, Jr. - Frank Costello
- Franco Angrisano - Inspector De Felice

## Estreno y taquilla
La película se estrenó en los cines el 13 de agosto de 1973. Los ingresos constatados hasta 1974 fueron de 1.455,681 millones libras.